# بیرو وریتاس
بیرو وریتاس (به انگلیسی: Bureau Veritas) شرکت جهانی بوده، که دفتر مرکزی آن در شهر پاریس، فرانسه قرار دارد. این شرکت ارائه‌کننده انواع خدمات بازرسی، کنترل کیفیت و صدور انواع گواهینامه می‌باشد. شمار کارکنان شرکت بیرو وریتاس بیش از ۶۶،۵۰۰ نفر است، که در ۱،۴۰۰ دفتر خدماتی و آزمایشگاه‌های آن، در سراسر جهان فعالیت می‌کنند.
خدمات اصلی شرکت بیرو وریتاس شامل بازرسی و تأیید مقدار، وزن و کیفیت کالاهای گوناگون، همچنین تست و کنترل کیفیت محصولات و عملکرد آن‌ها در برابر استانداردهای مختلف بهداشتی، ایمنی و نظارتی می‌باشد.
این شرکت، در سال ۱۸۲۸ در پاریس، فرانسه تأسیس شد. در حال حاضر رقبای اصلی بیرو وریتاس در سطح جهانی عبارتند از: شرکت اینترتک، توف، اس‌جی‌اس و گرمانیشر لوید.